# Johannes W. Rohen
Johannes Wilhelm Rohen (* 18. September 1921 in Münster; † 26. Mai 2022) war ein deutscher Anatom, Goetheanist und Anthroposoph.

## Leben
Der Sohn eines Bauunternehmers besuchte das Gymnasium in Oldenburg. Als er in der 12. Klasse war, zogen seine Eltern nach Köln um. Von 1940 bis 1946 studierte er  Humanmedizin an den Universitäten Köln, Freiburg, Breslau und Danzig. Nach dem Staatsexamen im Jahre 1946 an der Universität Tübingen und der Promotion am selben Ort im Jahr darauf assistierte er als Assistenzarzt an verschiedenen Kliniken. 1953 habilitierte er sich in Anatomie und Embryologie am Anatomischen Institut der Universität Mainz und arbeitete dort anschließend als Assistent.
Seine Forschungsaufenthalte führten ihn 1959 bis 1960 an das Department of Ophthalmology der Washington University in St. Louis sowie später einige Monate an die Anatomischen Institute von Ahwaz (Iran) und Kampala (Uganda). Sie erweiterten seine wissenschaftlichen Erfahrungen, insbesondere auf den Gebieten der Augen- und Alternsforschung. Rohen war Mitentwickler der ersten Glaukom-Operationen.
Im Jahre 1963 wurde er auf ein Extraordinariat an die Universität Gießen und im Jahr darauf auf einen Lehrstuhl für Anatomie an der Universität Marburg berufen. Im Jahre 1974 wechselte Rohen an die Universität Erlangen-Nürnberg und war dort bis 1991 Inhaber des Lehrstuhls für Anatomie und Vorstand des Anatomischen Institutes. Mit über 90 Jahren hielt er noch die traditionelle Einführungsvorlesung für Studenten der Humanmedizin in Erlangen.
Ab den 1940er Jahren beschäftigte sich Rohen mit goetheanistischen und anthroposophischen Ideen zur Anthropologie. Die Frucht dieser Beschäftigung publizierte er im Jahr 2000 in seinem Buch Morphologie des menschlichen Organismus – Versuch einer goetheanistischen Gestaltlehre des Menschen.
Mit dem Wechsel an die Universität Erlangen-Nürnberg wohnte er ab 1974 in Neunkirchen am Brand. Mit seiner Frau, die zwei Töchter mit in die Ehe brachte, hatte er einen Sohn. Er starb am 26. Mai 2022 im Alter von 100 Jahren.

## Ehrungen und Auszeichnungen
Rohen wurde 1985 zum Mitglied der Leopoldina gewählt.
Für seine Erfolge in der Glaukomforschung erhielt er als einer von wenigen zweimal den hoch dotierten Alcon-Research Award, den Albrecht von Graefe-Preis der Deutschen Ophthalmologischen Gesellschaft, bei der er Ehrenmitglied war, an der Ruprecht-Karls-Universität Heidelberg und die Ehrendoktorwürde der Universität Uppsala. Im Jahre 2007 wurde er zusammen mit Elke Lütjen-Drecoll mit dem Helen-Keller-Prize for Vision Research in Fort Lauderdale (USA) geehrt. 2012 erhielt Rohen den Anton-Waldeyer-Preis. Rohen war Mitglied der Akademie der Wissenschaften und der Literatur Mainz und Ehrenmitglied der Italienischen Gesellschaft für Anatomie.

## Publikationen
Eine Vielzahl an Publikationen und Lehrbüchern kennzeichnet sein Lebenswerk. Als sein wichtigstes Werk gilt das Lehrbuch Anatomie des Menschen, ein Atlas, der die menschliche Anatomie anhand von Fotografien originaler Präparate darstellt. Er wurde in 22 Sprachen übersetzt.